# Giovanni Antonio Bazzi
Giovanni Antonio Bazzi, más conocido por su apodo El Sodoma (en italiano: Il Sodoma; Vercelli, 1477-Siena, 15 de febrero de 1549), fue un pintor italiano ubicado entre el Renacimiento y el manierismo, uno de los principales representantes de la escuela de Siena. 
Algunos de sus mecenas fueron Agostino Chigi y los papas Julio II y León X.

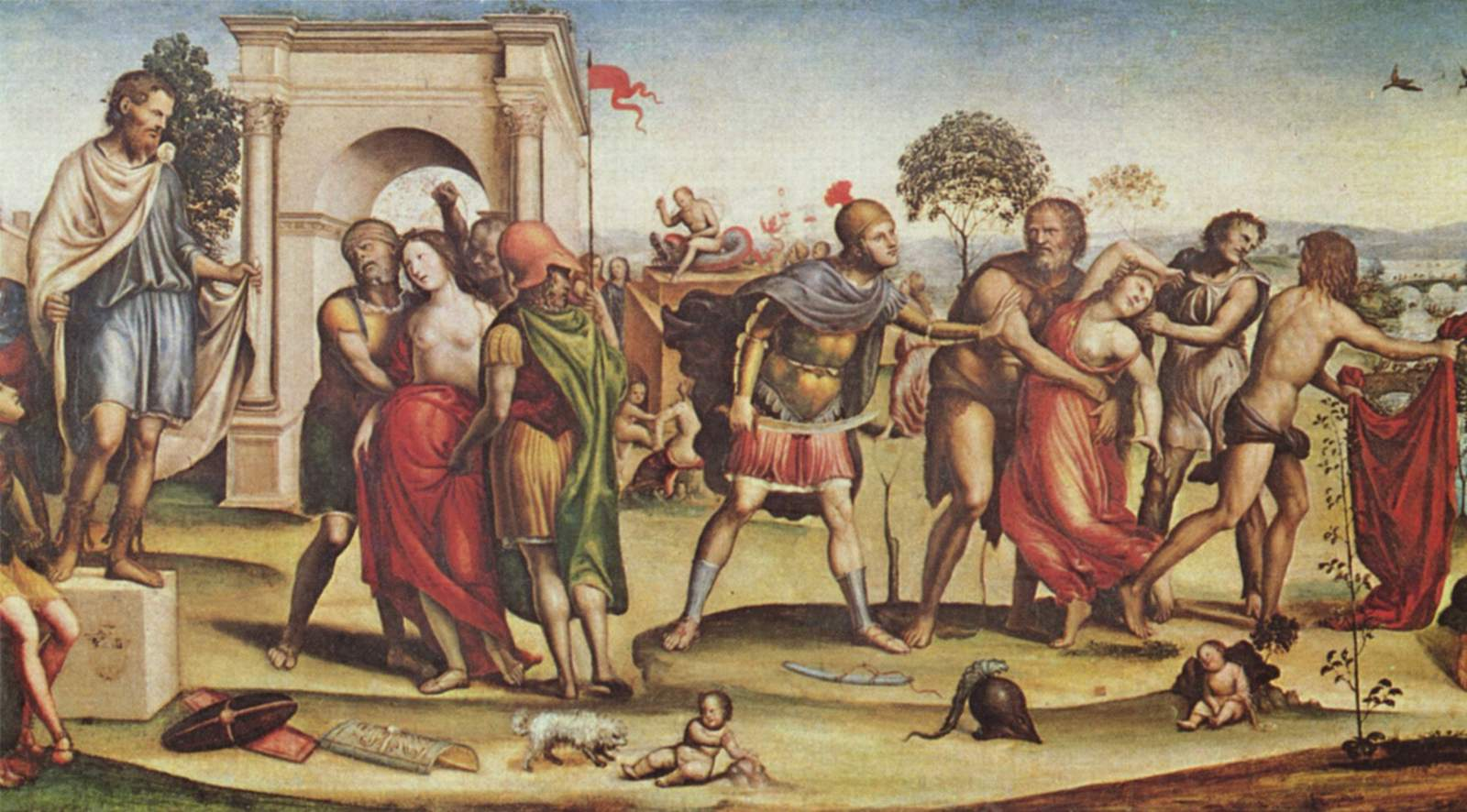
El rapto de las sabinas (Roma, Galería Nacional de Arte Antiguo)

## Biografía
Pocos datos se tienen de su vida, excepto el motivo de su apodo, el cual según el Vasari se debía a su manifiesta homosexualidad de la cual se declaraba orgulloso (Vasari expresa que el mismo Bazzi gustaba de ser llamado Il Sodoma), sin embargo algunos opinan que el apodo fue una alteración de un antiguo apellido familiar: Sodona. 
En cuanto a su formación artística, se sabe que fue discípulo de Giovanni Martino Spanzotti, radicándose en 1501 en Siena. En tal ciudad y entre los años 1505 y 1508 se dedicó a concluir los frescos iniciados por Luca Signorelli en el claustro de la Abadía de Monte Olivetto Maggiore, en Asciano (Val d'Orcia al sur de Siena), donde plasma escenas de la vida de San Benito. 
En 1508 se trasladó a Roma en donde formó parte de la Escuela de Rafael trabajando en las estancias del Palacio Apostólico Vaticano. También intervino en la Villa Chigi (actual Villa Farnesina) para el banquero Agostino Chigi, siguiendo proyectos de Baldassare Peruzzi; en ese período se interesó por la maniera (manera) y luminismo de Leonardo tal cual se puede observar en su cuadro Amor y castidad.
El papa Julio II le encomendó la decoración de la Estancia de la Signatura en el Palacio Apostólico; en el fresco La escuela de Atenas (1509-1511) el Sodoma está representado próximo a Rafael.
Su obra maestra es el gran fresco que se encuentra en la Villa Farnesina llamado Las nupcias de Alejandro y Roxana, tal obra está inspirada en otra realizada por el pintor griego Aezión en el siglo IV, para "reconstruirla" el Sodoma se basó en una descripción escrita por Luciano de Samosata. 
En 1519 Bazzi regresó a Siena a fin de decorar el oratorio de San Bernardino, donde concluyó las Escenas de la vida de la Virgen (1536-1548) realizadas en colaboración con Girolamo del Pacchia y Domenico Beccafumi.

## Crítica
La pintura de Bazzi se define por el estilo esfumado de Leonardo, el predominio de colores cálidos y claros y una suavidad de claroscuros posiblemente debidos a la influencia del Perugino esto se realza en sus figuras femeninas, graciosas, suaves y dulces; la prolífica obra de Bazzi gravitó fuertemente en el manierismo sienés.

## Principales obras
- Nupcias de Alejandro y Roxana  (1516-17; Villa Farnesina, Roma).
- San Sebastián (Galleria Palatina-Palacio Pitti-, Florencia).
  - Escenas de la vida de santa Catalina (Basílica de Santo Domingo, Siena).
- Escenas de la vida de san Benito (Abadía de Monte Olivetto, Siena).
- El Descendimiento (Pinacoteca Nacional de Siena).
- Escenas de la vida de Cristo.
- Cristo en la columna.
- Amor y castidad.